# Кубок Польщі з футболу 1990—1991
Кубок Польщі з футболу 1990–1991 — 37-й розіграш кубкового футбольного турніру в Польщі. Титул вдруге здобув ГКС (Катовиці).

## Календар
| Раунд            | Дата                      | Матчі | Клуби   |
| ---------------- | ------------------------- | ----- | ------- |
| Попередній раунд | 18-21 липня 1990          | 2     | 85 → 84 |
| Перший раунд     | 25-29 липня 1990          | 24    | 84 → 60 |
| Другий раунд     | 1 серпня 1990             | 12    | 60 → 48 |
| Третій раунд     | 22 серпня 1990            | 16    | 48 → 32 |
| 1/16 фіналу      | 28-29 серпня 1990         | 16    | 32 → 16 |
| 1/8 фіналу       | 10-24 листопада 1990      | 8     | 16 → 8  |
| 1/4 фіналу       | 3 квітня - 8 травня 1991  | 8     | 8 → 4   |
| 1/2 фіналу       | 15 травня - 5 червня 1991 | 4     | 4 → 2   |
| Фінал            | 23 червня 1991            | 1     | 2 → 1   |

## Попередній раунд
| Команда 1                    | Заг. | Команда 2      | 1-й матч | 2-й матч |
| ---------------------------- | ---- | -------------- | -------- | -------- |
| 18/21 липня 1990             |      |                |          |          |
| Подлясе (Соколів-Підляський) | 1:4  | Гвардія (Холм) | 0:3      | 1:1      |

## Перший раунд
| Команда 1                         | Рахунок      | Команда 2                      |
| --------------------------------- | ------------ | ------------------------------ |
| 25 липня 1990                     |              |                                |
| Олімпія (Ельблонг)                | 1:1 пен. 3:4 | Сточньовец (Гданськ)           |
| З'єдночені (Пшиточна)             | 1:0          | Хемік (Поліце)                 |
| Кароліна (Явожина-Шльонська)      | 4:0          | Олімпія (Каменна Ґура)         |
| Гвардія (Холм)                    | 2:2 пен. 4:3 | АЗС АВФ Біла Підляська         |
| Ягеллонія-2 (Білосток)            | 2:0          | Спарта (Августів)              |
| Унія (Освенцим)                   | 0:1          | Ґосьціб'я (Сулковіце)          |
| Млав'янка (Млава)                 | 3:0          | Ґопланя (Іновроцлав)           |
| Мотор (Прашка)                    | 0:0 пен. 5:6 | МЦКС Челядзь                   |
| Остров'я (Острув-Велькопольський) | 2:1          | Варта (Познань)                |
| Сандеція (Нови Сонч)              | 0:1          | Корона (Кельці)                |
| Гвардія (Кошалін)                 | 3:1 дч       | Оржел (Валч)                   |
| Сталь (Сянік)                     | 1:0          | Польна (Перемишль)             |
| Сталь (Хоцянув)                   | 1:3          | Шленза (Вроцлав)               |
| Люблінянка (Люблін)               | 0:1          | Зельмер (Ряшів)                |
| Полонія (Варшава)                 | 0:1          | ГКС (Белхатув)                 |
| Гвардія (Щитно)                   | 0:1          | Вісла (Плоцьк)                 |
| Погонь (Свебодзін)                | 2:1          | Одра (Ополе)                   |
| Варта (Серадз)                    | 3:4          | Елана (Торунь)                 |
| Мазовія (Рава-Мазовецька)         | 1:0 дч       | Влукняж (Александрув-Лодзький) |
| Унія (Тарнув)                     | +:-          | Гетьман (Замостя)              |
| Куяв'як (Влоцлавек)               | 3:3 пен. 0:3 | Гриф (Слупск)                  |
| Сталь (Ґожице)                    | 1:0          | Радомяк (Радом)                |
| 29 липня 1990                     |              |                                |
| ЛКС (Ломжа)                       | 1:1 пен. 5:4 | Буґ (Вишкув)                   |
| Тур (Турек)                       | 1:0          | Полонія (Лешно)                |

## Другий раунд
| Команда 1                    | Рахунок      | Команда 2                         |
| ---------------------------- | ------------ | --------------------------------- |
| 1 серпня 1990                |              |                                   |
| Гвардія (Кошалін)            | 0:4          | Сточньовец (Гданськ)              |
| Ягеллонія-2 (Білосток)       | 2:0          | ЛКС (Ломжа)                       |
| Ґосьціб'я (Сулковіце)        | 0:2          | Сталь (Ґожице)                    |
| Гвардія (Холм)               | 0:3          | Корона (Кельці)                   |
| Сталь (Сянік)                | 4:1          | Зельмер (Ряшів)                   |
| Кароліна (Явожина-Шльонська) | 0:3          | Шленза (Вроцлав)                  |
| Млав'янка (Млава)            | 0:2          | Вісла (Плоцьк)                    |
| Погонь (Свебодзін)           | 1:1 пен. 2:4 | Остров'я (Острув-Велькопольський) |
| Тур (Турек)                  | 2:5          | Елана (Торунь)                    |
| Мазовія (Рава-Мазовецька)    | 1:0          | ГКС (Белхатув)                    |
| МЦКС Челядзь                 | 4:2          | Унія (Тарнув)                     |
| З'єдночені (Пшиточна)        | 3:4          | Гриф (Слупск)                     |

## Третій раунд
| Команда 1                         | Рахунок      | Команда 2                       |
| --------------------------------- | ------------ | ------------------------------- |
| 22 серпня 1990                    |              |                                 |
| Ягеллонія-2 (Білосток)            | 0:2          | Гвардія (Варшава)               |
| Вісла (Плоцьк)                    | 3:2          | Балтик (Гдиня)                  |
| Шомберки (Битом)                  | 2:0          | Іглоополь (Дембиця)             |
| Шленза (Вроцлав)                  | 1:0          | Гурник (Валбжих)                |
| Остров'я (Острув-Велькопольський) | 1:1 пен. 4:3 | Медзь (Легниця)                 |
| Мото (Єльч Олава)                 | 0:1          | Одра (Водзіслав-Шльонський)     |
| Елана (Торунь)                    | 1:1 пен. 6:5 | Лехія (Гданськ)                 |
| Сточньовец (Гданськ)              | 2:3          | Погонь (Щецин)                  |
| Гриф (Слупск)                     | 1:3 дч       | Стільон (Гожув-Великопольський) |
| Сталь (Сянік)                     | 0:1          | Сталь (Ряшів)                   |
| Корона (Кельці)                   | 2:1          | Сярка (Тарнобжег)               |
| Полонія (Битом)                   | 2:1 дч       | Гутник (Краків)                 |
| МЦКС Челядзь                      | 2:3 дч       | Заглембє (Валбжих)              |
| ГКС (Ястшембе)                    | 0:1          | Сталь (Стальова Воля)           |
| Сталь (Ґожице)                    | 0:3          | Ресовія (Ряшів)                 |
| Мазовія (Рава-Мазовецька)         | +:-          | Сталь (Щецин)                   |

## 1/16 фіналу
| Команда 1                         | Рахунок      | Команда 2            |
| --------------------------------- | ------------ | -------------------- |
| 28 серпня 1990                    |              |                      |
| Сталь (Ряшів)                     | 3:0          | Заглембє (Сосновець) |
| Стільон (Гожув-Великопольський)   | 0:1          | Олімпія (Познань)    |
| 29 серпня 1990                    |              |                      |
| Гвардія (Варшава)                 | 2:3          | Заглембє (Любін)     |
| Вісла (Плоцьк)                    | 0:5          | ЛКС (Лодзь)          |
| Одра (Водзіслав-Шльонський)       | 2:1          | Шльонськ (Вроцлав)   |
| Шомберки (Битом)                  | 1:2          | ГКС (Катовиці)       |
| Шленза (Вроцлав)                  | 1:2          | Легія (Варшава))     |
| Остров'я (Острув-Велькопольський) | 0:2          | Мотор (Люблін)       |
| Елана (Торунь)                    | 1:1 пен. 2:3 | Завіша (Бидгощ)      |
| Погонь (Щецин)                    | 1:3 дч       | Ягеллонія (Білосток) |
| Корона (Кельці)                   | 0:0 пен. 2:1 | Рух (Хожув)          |
| Полонія (Битом)                   | 0:1          | Відзев (Лодзь)       |
| Заглембє (Валбжих)                | 3:2          | Вісла (Краків)       |
| Сталь (Стальова Воля)             | 2:3          | Лех (Познань)        |
| Ресовія (Ряшів)                   | 1:3          | Гурник (Забже)       |
| Мазовія (Рава-Мазовецька)         | 0:3          | Сталь (Мелець)       |

## 1/8 фіналу
| Команда 1            | Рахунок | Команда 2                   |
| -------------------- | ------- | --------------------------- |
| 10 листопада 1990    |         |                             |
| Завіша (Бидгощ)      | 2:0 дч  | Мотор (Люблін)              |
| 21 листопада 1990    |         |                             |
| Ягеллонія (Білосток) | 0:2     | Гурник (Забже)              |
| Сталь (Ряшів)        | 2:0     | Одра (Водзіслав-Шльонський) |
| Заглембє (Любін)     | 1:2 дч  | Олімпія (Познань)           |
| Заглембє (Валбжих)   | 0:3     | Легія (Варшава)             |
| ЛКС (Лодзь)          | 2:0     | Лех (Познань)               |
| 22 листопада 1990    |         |                             |
| Відзев (Лодзь)       | 2:0     | Сталь (Мелець)              |
| 24 листопада 1990    |         |                             |
| Корона (Кельці)      | 0:2     | ГКС (Катовиці)              |

## 1/4 фіналу
| Команда 1              | Заг.         | Команда 2      | 1-й матч | 2-й матч |
| ---------------------- | ------------ | -------------- | -------- | -------- |
| 3 квітня/7 травня 1991 |              |                |          |          |
| Олімпія (Познань)      | 2:1          | Сталь (Ряшів)  | 2:1      | 0:0      |
| 3 квітня/8 травня 1991 |              |                |          |          |
| Гурник (Забже)         | 1:2          | ГКС (Катовиці) | 1:0      | 0:2 дч   |
| Завіша (Бидгощ)        | 1:1 пен. 3:1 | Відзев (Лодзь) | 0:1      | 1:0 дч   |
| Легія (Варшава)        | 2:2 пен. 6:5 | ЛКС (Лодзь)    | 2:0      | 0:2 дч   |

## 1/2 фіналу
| Команда 1               | Заг. | Команда 2       | 1-й матч | 2-й матч |
| ----------------------- | ---- | --------------- | -------- | -------- |
| 15 травня/5 червня 1991 |      |                 |          |          |
| Олімпія (Познань)       | 0:4  | Легія (Варшава) | 0:3      | 0:1      |
| ГКС (Катовиці)          | 4:1  | Завіша (Бидгощ) | 3:1      | 1:0      |

## Фінал
| 23 червня 1991 |

| ГКС (Катовиці) | 1:0      | Легія (Варшава) |
| -------------- | -------- | --------------- |
| Лесяк 77'      | Протокол |                 |

| Місцевий стадіон, Пйотркув-Трибунальський Глядачів: 6 000 Арбітр: Марек Ковальчик |